# Donald Anderson

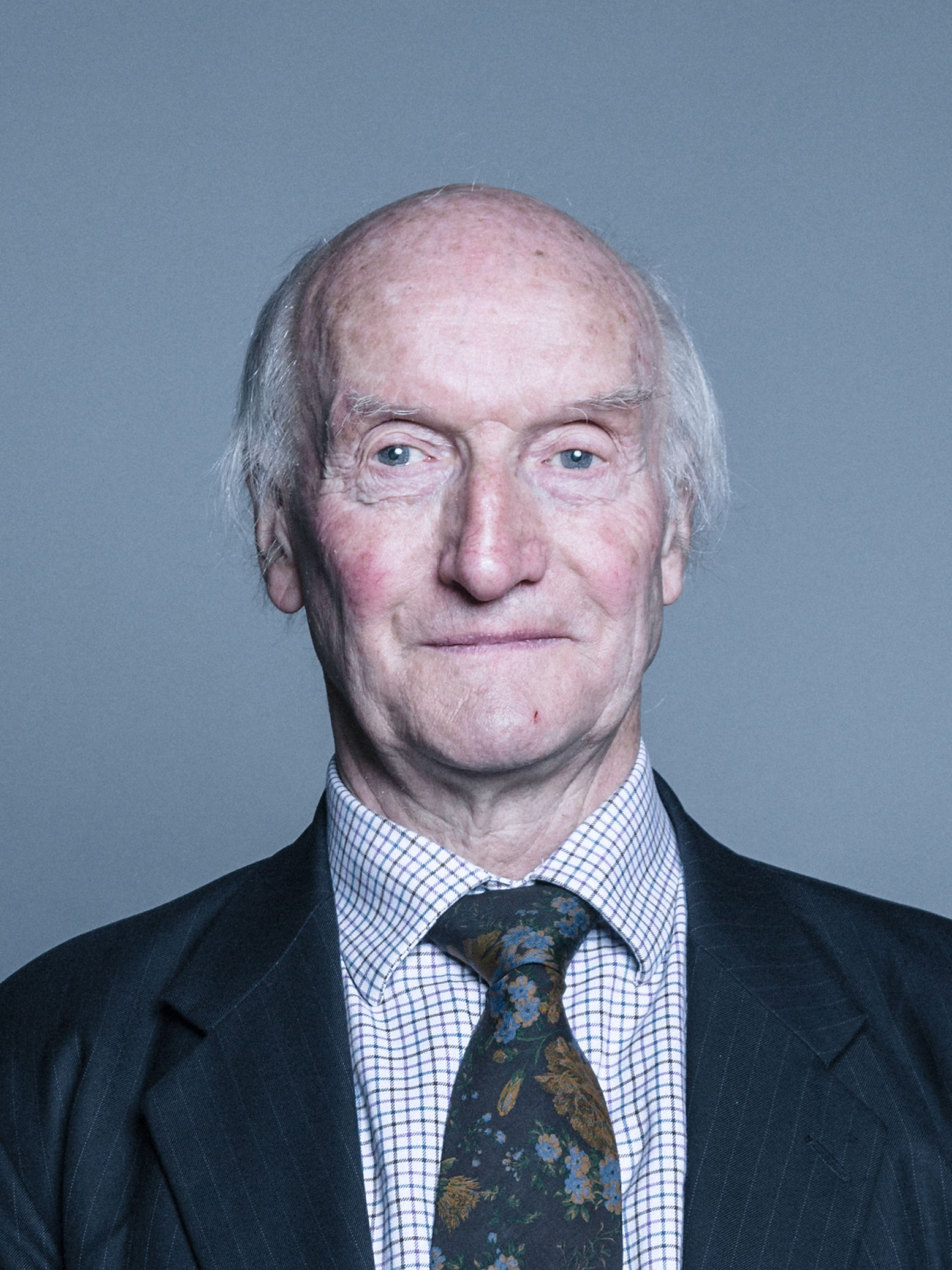
Donald Anderson (2018)

Donald Anderson, född 17 juni 1939 i Swansea, är en brittisk labourpolitiker. Han var brittisk parlamentsledamot för Labour från 1966 till 2005 (med avbrott för perioden 1970-1974). Han representerade valkretsen Monmonth 1966-1970 och Swansea East 1974-2005.
Han var en av de parlamentsledamöter som hårdast kämpade mot apartheid-regimen i Sydafrika. Han har även varit en stark anhängare av Europeiska unionen, även innan Storbritannien blev medlem.
Anderson är socialkonservativ i frågor som rör alkohol, abort och homosexualitet och stödde en kampanj mot att tillåta handel på söndagar.
Vid valet 2005 lämnade Anderson underhuset och blev strax därefter livstidspär med titeln Baron Anderson of Swansea.